# C. Paul Chiewitz
Paul Chiewitz Johansson den äldre (uttalas tje:vits), född 14 februari 1746 i Uddevalla församling, död 10 januari 1803 i Hovförsamlingen, Stockholm, var en violinist vid Kungliga hovkapellet. Han var far till Elis Chiewitz och Johan Georg Chiewitz.

## Biografi
Paul Chiewitz Johansson föddes 14 februari 1746 i Uddevalla. Han var son till uppsyningsmannen Johan Georg Chiewitz och Ingeborg Schröder. Han anställdes 1782 som violinist vid Kungliga hovkapellet i Stockholm. Chiewitz avled 10 januari 1803.
Han fick i sitt andra gifte 1783 med Christina Elisabeth Runius (1755–1797), barnen Elis (född 1785), Johan Georg (född 1787), Sander Gustaf (född 1789), Hartvig (född 1791) och Patrik Knut (född 1793). Chiewitz gifte sig tredje gången med Charlotta Bergenfeldt.